# Alainopasiphaea
Alainopasiphaea is een geslacht van kreeftachtigen uit de klasse van de Malacostraca (hogere kreeftachtigen).

## Soorten
- Alainopasiphaea australis (Hanamura, 1989)
- Alainopasiphaea nudipeda (Burukovsky, 1993)